# 九州新幹線 (整備新幹線)
- 關於鹿兒島路線詳情，請見「九州新幹線」。
- 關於武雄溫泉站 - 長崎站路線詳情，請見「西九州新幹線」。

九州新幹線（日语：／ Kyūshū Shinkansen */?）是日本整備新幹線計劃的其中之一，屬於九州旅客鐵道（JR九州）的高速鐵路線（新幹線）及其列車。分為「九州新幹線」（博多－鹿兒島中央之間）與「西九州新幹線（博多－新鳥栖－長崎之間）。九州新幹線已經全線開業，作為營業路線只稱為「九州新幹線」。西九州新幹線已於2021年4月28日正式定名。
九州新幹線全線由獨立行政法人鐵道建設、運輸設施整備支援機構（舊日本鐵道建設公團）建設，之後借予JR九州營運。西九州新幹線預定也採用相當方式。

## 九州新幹線
九州新幹線是一條連結博多－鹿兒島中央之間，新幹線規格（完全規格）的路線。2004年新八代－鹿兒島中央之間開業，2011年3月12日到博多為止全線開業。九州新幹線內的「燕」、「櫻」等使用800系，新引入的N700系7000、8000番台用於「櫻」、「瑞穗」途經山陽新幹線直通至新大阪站。
2016年3月26日更改時刻表時，「瑞穗」來往新大阪－鹿兒島中央之間最快為3小時42分鐘，新大阪－熊本之間最快2小時58分鐘。博多－熊本之間最快33分鐘，博多－鹿兒島中央之間最快1小時17分鐘。
現在此線是日本的新幹線當中唯一完全沒有任何列車開到東京站的路線。
設置車站
博多－新鳥栖－久留米－筑後船小屋－新大牟田－新玉名－熊本－新八代－新水俁－出水－川內－鹿兒島中央

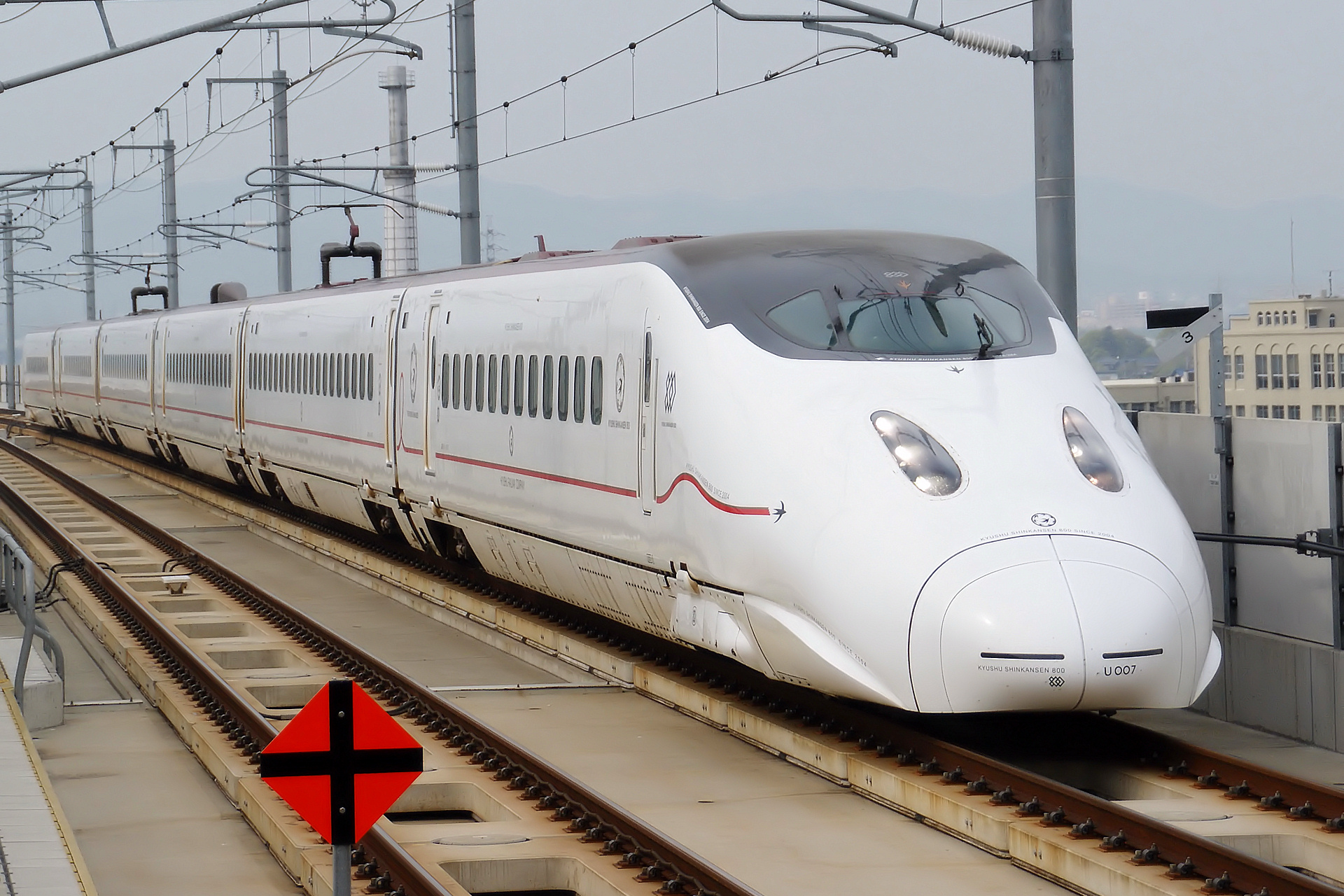
「燕」「櫻」使用的800系
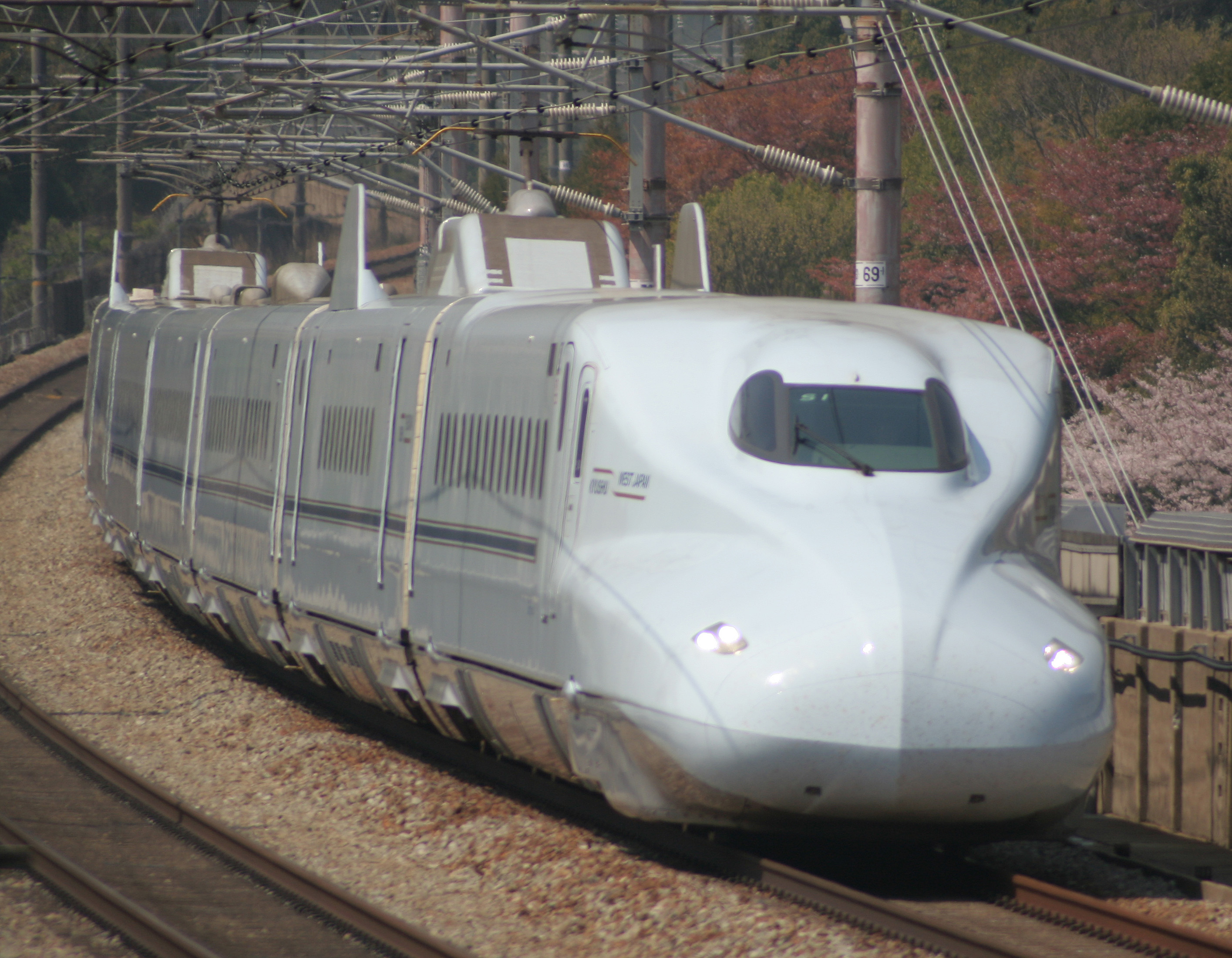
「燕」「櫻」「瑞穗」使用的N700系7000番台

## 西九州新幹線
西九州新幹線是一條連結武雄溫泉－長崎之間，新幹線規格（完全規格）的路線，2021年4月28日起改稱「西九州新幹線」，已於2022年9月23日通車。
設置車站
武雄溫泉－嬉野温泉－新大村－諫早－長崎

## 外部連結
- JR九州 九州新幹線WEB（页面存档备份，存于）
- 九州新幹線「つばめ」（JR九州官方網站內。TSUBAME-NET）